# Rafał Credo
Rafał Ernest Credo OFM (ur. 26 listopada 1830 w Tomaszowie Mazowieckim, zm. 6 października 1867 w Smolicach) – polski franciszkanin, duchowny, malarz, działacz patriotyczny.

## Życiorys
Ernest (Frydolin) Credo urodził się 26 listopada 1830 w Tomaszowie Mazowieckim w rodzinie kotlarza Gotfryda (Bogumiła) Credo i Marcjanny z Pilnakowskich. Został ochrzczony 4 grudnia 1830. Uczył się najpierw w szkole niemieckiej w rodzinnym Tomaszowie Mazowieckim, następnie zaś w szkole rządowej. Przejawiał talent plastyczny. Po 1846 uczył się malarstwa u Rafała Hadziewicza. Za pewne uznaje się, iż lekcje pobierał już jako zakonnik, mieszkając w klasztorze w Wieluniu. Nie wyklucza się jednak wcześniejszej styczności z Hadziewiczem.
Do franciszkanów obediencji reformackiej wstąpił w Wielkopolsce w Prowincji św. Antoniego Padewskiego 15 listopada 1851. Nowicjat odbył w Wieluniu. Następnie był członkiem wspólnot swej prowincji w Koninie i Warszawie. Z Warszawy, gdzie studiował filozofię i teologię, został przeniesiony 6 września 1858 ponownie do klasztoru w Koninie. Credo miał ogromne problemy z nauką. Źródła podają, iż nie chodziło tutaj o zdolności, ale o brak zaangażowania.
Do nowej prowincji reformackiej Niepokalanego Poczęcia NMP w Wielkim Księstwie Poznańskim i na Pomorzu Zachodnim, która pod zmienioną nazwą istnieje do dzisiaj − Prowincja Wniebowzięcia Najświętszej Maryi Panny Zakonu Braci Mniejszych − przeniósł się w 1858. Mieszkał w klasztorze w Łąkach Bratiańskich do 1867. Kontynuował studia teologiczne. Nie opuszczał się w karności życia zakonnego. W 1860 dopuszczono go do diakonatu, a 24 kwietnia 1861 przyjął święcenia kapłańskie. W klasztorze w Łąkach prowadził pracownię konserwatorsko-malarską. Działalność patriotyczna była powodem próby usunięcia go z klasztoru przez władze pruskie w 1864. Nie uczyniono tego dzięki interwencji bpa chełmińskiego Jana Nepomucena Marwicza.
W 1867 został przeniesiony decyzją władz prowincjalnych do klasztoru na Goruszkach w Miejskiej Górce. Ze względu na gruźlicę przed śmiercią przebywał u sióstr służebniczek w Smolicach. Znał się osobiście z ich założycielem bł. Edmundem Bojanowskim.
Zmarł 6 października 1867 w Smolicach. Został pochowany na cmentarzu zakonnym przy klasztorze w Miejskiej Górce. Trudno jest ustalić pełną listę dzieł malarza ze względu na konsekwencje antykatolickiej i antypolskiej polityki rządu pruskiego względem zakonników z prowincji reformackiej Św. Antoniego Padewskiego. Także późniejsza polityka władz pruskich względem zakonników z prowincji Niepokalanego Poczęcia NMP (tzw. Borussica) nie sprzyja przeprowadzeniu odpowiednich badań w celu odtworzenia dorobku malarskiego o. Rafała Credo.

## Dzieła malarskie
- Św. Antoni Padewski, 1852, Klasztor franciszkanów w Wieluniu
- Święty franciszkański z krzyżem, 1852, Klasztor franciszkanów w Wieluniu
- Św. Piotr z Alkantary, 1852, Klasztor franciszkanów w Poznaniu na Garbarach (zabrany z Wielunia)
- Św. Kazimierz Królewicz, 1852, Klasztor franciszkanów w Poznaniu na Garbarach (zabrany z Wielunia)
- Odpust Porcjunkuli, po 1867, Klasztor franciszkanów w Miejskiej Górce
- Niepokalane Poczęcie NMP, po 1867, Klasztor franciszkanów w Miejskiej Górce
- Chromolitografia z Matką Bożą Łąkowską, 1863, Klasztor kapucynów w Krakowie